# Benny Blanco

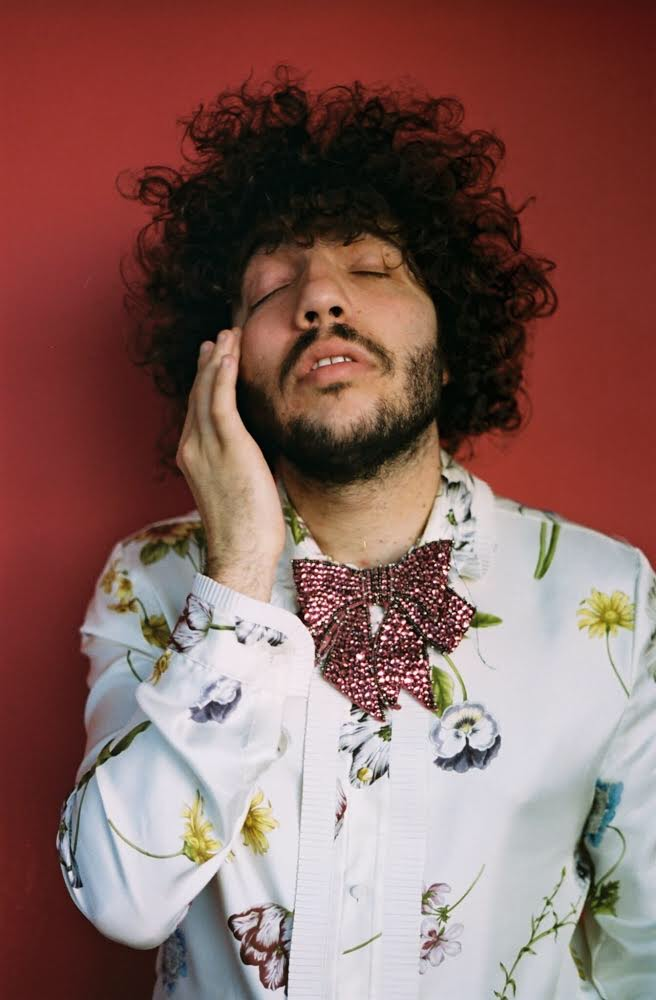
Benny Blanco (2018)

Benny Blanco (* 8. März 1988 in Reston, Virginia als Benjamin Joseph Levin) ist ein US-amerikanischer Musikproduzent und Songwriter.

## Karriere
Blanco zog im Alter von 17 Jahren nach New York City, um dort als Musikproduzent zu arbeiten. Größere Aufmerksamkeit erregte er erstmals durch die Zusammenarbeit mit dem Rapper und Songwriter von Spank Rock, Naeem Juwan. Mit ihm veröffentlichte er 2007 die EP Bangers & Cash. Durch die Mithilfe Lukasz Gottwalds, der durch Bangers & Cash auf Blanco aufmerksam wurde, wandte sich dieser dann der Popmusik zu.
Er produzierte Songs für mehrere international bekannte Interpreten, wie I Kissed a Girl und Hot N Cold für Katy Perry. Für das Album Circus von Britney Spears arbeitete Blanco als Co-Produzent und Songwriter.
Für die Band 3OH!3 produzierte er die Single Don’t Trust Me, die der Gruppe zum Durchbruch verhalf. Blanco arbeitet auch mit der englischen Sängerin Neon Hitch zusammen und schrieb Songtexte für Mike Posner, wie zum Beispiel Cheated.
Seit 2020 spielt er sich selbst in einer Nebenrolle der Comedyserie Dave von Dave Burd.

## Diskografie

### Kollaboalben
| Jahr | Titel Musiklabel                                 | Höchstplatzierung, Gesamtwochen, AuszeichnungChartplatzierungen (Jahr, Titel, Musiklabel, Platzierungen, Wochen, Auszeichnungen, Anmerkungen) | Höchstplatzierung, Gesamtwochen, AuszeichnungChartplatzierungen (Jahr, Titel, Musiklabel, Platzierungen, Wochen, Auszeichnungen, Anmerkungen) | Höchstplatzierung, Gesamtwochen, AuszeichnungChartplatzierungen (Jahr, Titel, Musiklabel, Platzierungen, Wochen, Auszeichnungen, Anmerkungen) | Höchstplatzierung, Gesamtwochen, AuszeichnungChartplatzierungen (Jahr, Titel, Musiklabel, Platzierungen, Wochen, Auszeichnungen, Anmerkungen) | Höchstplatzierung, Gesamtwochen, AuszeichnungChartplatzierungen (Jahr, Titel, Musiklabel, Platzierungen, Wochen, Auszeichnungen, Anmerkungen) | Anmerkungen                                          |
| Jahr | Titel Musiklabel                                 | DE | AT | CH | UK | US | Anmerkungen                                          |
| ---- | ------------------------------------------------ | --- | --- | --- | --- | --- | ---------------------------------------------------- |
| 2025 | I Said I Love You First Interscope Records (UMG) | DE2 (5 Wo.)DE | AT5 (5 Wo.)AT | CH6 (3 Wo.)CH | UK4 (4 Wo.)UK | US2 (… Wo.)US | Erstveröffentlichung: 21. März 2025 mit Selena Gomez |

### EPs
| Jahr | Titel Musiklabel                                      | Höchstplatzierung, Gesamtwochen, AuszeichnungChartsChartplatzierungen (Jahr, Titel, Musiklabel, Platzierungen, Wochen, Auszeichnungen, Anmerkungen) | Anmerkungen                                                  |
| Jahr | Titel Musiklabel                                      | US | Anmerkungen                                                  |
| ---- | ----------------------------------------------------- | --- | ------------------------------------------------------------ |
| 2018 | Friends Keep Secrets Friends Keep Secrets, Interscope | US41 Platin · (34 Wo.)US | Erstveröffentlichung: 7. Dezember 2018 Verkäufe: + 1.030.000 |

Weitere EPs
- 2021: Friends Keep Secrets 2 (UK: Silber)

### Singles
| Jahr | Titel Album                                              | Höchstplatzierung, Gesamtwochen, AuszeichnungChartplatzierungen (Jahr, Titel, Album, Platzierungen, Wochen, Auszeichnungen, Anmerkungen) | Höchstplatzierung, Gesamtwochen, AuszeichnungChartplatzierungen (Jahr, Titel, Album, Platzierungen, Wochen, Auszeichnungen, Anmerkungen) | Höchstplatzierung, Gesamtwochen, AuszeichnungChartplatzierungen (Jahr, Titel, Album, Platzierungen, Wochen, Auszeichnungen, Anmerkungen) | Höchstplatzierung, Gesamtwochen, AuszeichnungChartplatzierungen (Jahr, Titel, Album, Platzierungen, Wochen, Auszeichnungen, Anmerkungen) | Höchstplatzierung, Gesamtwochen, AuszeichnungChartplatzierungen (Jahr, Titel, Album, Platzierungen, Wochen, Auszeichnungen, Anmerkungen) | Anmerkungen                                                                                     |
| Jahr | Titel Album                                              | DE | AT | CH | UK | US | Anmerkungen                                                                                     |
| --- | -------------------------------------------------------- | --- | --- | --- | --- | --- | ----------------------------------------------------------------------------------------------- |
| 2018 | Eastside Friends Keep Secrets                            | DE15 Platin · (35 Wo.)DE | AT12 (35 Wo.)AT | CH22 (40 Wo.)CH | UK1 ×4Vierfachplatin · (48 Wo.)UK | US9 ×7Siebenfachplatin · (52 Wo.)US | Erstveröffentlichung: 12. Juli 2018 Verkäufe: + 12.790.000; mit Halsey & Khalid                 |
| 2018 | I Found You Friends Keep Secrets                         | — | — | — | UK29 Silber · (7 Wo.)UK | — | Erstveröffentlichung: 2. November 2018 Verkäufe: + 270.000; mit Calvin Harris                   |
| 2018 | Roses Friends Keep Secrets                               | — | — | — | UK— SilberUK | US85 ×2Doppelplatin · (6 Wo.)US | Erstveröffentlichung: 5. Dezember 2018 Verkäufe: + 2.350.000; mit Juice Wrld feat. Brendon Urie |
| 2019 | I Can’t Get Enough –                                     | DE53 (6 Wo.)DE | AT38 (4 Wo.)AT | CH28 (8 Wo.)CH | UK42 (8 Wo.)UK | US66 Gold · (5 Wo.)US | Erstveröffentlichung: 28. Februar 2019 Verkäufe: + 895.000; mit Tainy, Selena Gomez & J Balvin  |
| 2019 | Graduation Friends Keep Secrets 2                        | — | — | — | UK88 Silber · (1 Wo.)UK | US— ×2DoppelplatinUS | Erstveröffentlichung: 30. August 2019 Verkäufe: + 2.200.000; mit Juice Wrld                     |
| 2020 | Lonely Friends Keep Secrets 2 • Justice                  | DE9 Gold · (15 Wo.)DE | AT7 (13 Wo.)AT | CH5 (20 Wo.)CH | UK17 Gold · (13 Wo.)UK | US12 ×2Doppelplatin · (20 Wo.)US | Erstveröffentlichung: 15. Oktober 2020 Verkäufe: + 4.045.000; mit Justin Bieber                 |
| 2020 | Real Shit Friends Keep Secrets 2                         | DE— aDE | — | — | UK75 (1 Wo.)UK | US72 (1 Wo.)US | Erstveröffentlichung: 1. Dezember 2020 mit Juice Wrld                                           |
| 2021 | You Friends Keep Secrets 2                               | DE— bDE | — | — | — | — | Erstveröffentlichung: 29. Januar 2021 mit Marshmello & Vance Joy                                |
| 2022 | Bad Decisions –                                          | DE89 (1 Wo.)DE | — | CH76 (1 Wo.)CH | UK53 (1 Wo.)UK | US10 Gold · (5 Wo.)US | Erstveröffentlichung: 5. August 2022 mit BTS & Snoop Dogg                                       |
| 2023 | Lace It The Party Never Ends                             | — | — | — | UK95 (1 Wo.)UK | US85 (4 Wo.)US | Erstveröffentlichung: 16. Dezember 2023 Juice Wrld feat. Eminem & Benny Blanco                  |
| 2025 | Call Me When You Break Up I Said I Love You First        | DE61 (1 Wo.)DE | AT71 (1 Wo.)AT | — | UK28 (10 Wo.)UK | US46 (8 Wo.)US | Erstveröffentlichung: 20. Februar 2025 mit Selena Gomez feat. Gracie Abrams                     |
| Folgende Lieder erschienen nicht als Single, wurden aber durch das Album zum Download und Streaming bereitgestellt und konnten somit eine Platzierung erlangen: |                                                          | | | | | |                                                                                                 |
| |                                                          | | | | | |                                                                                                 |
| 2025 | How Does It Feel to Be Forgotten I Said I Love You First | — | — | — | UK86 (1 Wo.)UK | US71 (1 Wo.)US | Charteinstieg: 3. April 2025 mit Selena Gomez                                                   |
| 2025 | Sunset Blvd I Said I Love You First                      | — | — | — | UK100 (1 Wo.)UK | US97 (1 Wo.)US | Charteinstieg: 3. April 2025 mit Selena Gomez                                                   |
| 2025 | Ojos tristes I Said I Love You First                     | — | — | — | — | US56 (5 Wo.)US | Charteinstieg: 5. April 2025 mit Selena Gomez feat. The Marias                                  |
| 2025 | Bluest Flame I Said I Love You First                     | — | — | — | UK47 (10 Wo.)UK | — | Charteinstieg: 10. April 2025 mit Selena Gomez                                                  |

Weitere Singles
- 2018: Better to Lie (mit Jesse & Swae Lee)
- 2019: I Found You / Nilda’s Story (mit Calvin Harris & Miguel)

### Autorenbeteiligungen und Produktionen
| Jahr | Titel                         | Album                                           | Autor                       | Produzent                   |
| ---- | ----------------------------- | ----------------------------------------------- | --------------------------- | --------------------------- |
| 2007 | Send Some Shooters            | Hell Rell – Eat with Me or Eat a Box of Bullets |                             | Grünes Häkchensymbol für ja |
| 2007 | Shake That                    | Spank Rock – Bangers & Cash                     | Grünes Häkchensymbol für ja | Grünes Häkchensymbol für ja |
| 2007 | B-O-O-T-A-Y                   | Spank Rock – Bangers & Cash                     | Grünes Häkchensymbol für ja | Grünes Häkchensymbol für ja |
| 2007 | Pu$$y                         | Spank Rock – Bangers & Cash                     | Grünes Häkchensymbol für ja | Grünes Häkchensymbol für ja |
| 2007 | Bitch!                        | Spank Rock – Bangers & Cash                     | Grünes Häkchensymbol für ja | Grünes Häkchensymbol für ja |
| 2007 | Loose                         | Spank Rock – Bangers & Cash                     | Grünes Häkchensymbol für ja | Grünes Häkchensymbol für ja |
| 2008 | Circus                        | Britney Spears – Circus                         | Grünes Häkchensymbol für ja | Grünes Häkchensymbol für ja |
| 2008 | Shattered Glass               | Britney Spears – Circus                         | Grünes Häkchensymbol für ja | Grünes Häkchensymbol für ja |
| 2008 | Lace and Leather              | Britney Spears – Circus                         | Grünes Häkchensymbol für ja | Grünes Häkchensymbol für ja |
| 2008 | Broken Pieces                 | Lil Mama – Voice of the Young People            |                             | Grünes Häkchensymbol für ja |
| 2008 | Hot’n’Cold                    | Katy Perry – One of the Boys                    |                             | Grünes Häkchensymbol für ja |
| 2008 | I Kissed a Girl               | Katy Perry – One of the Boys                    |                             | Grünes Häkchensymbol für ja |
| 2008 | Don’t Ask Why                 | Vanessa Hudgens – Identified                    |                             | Grünes Häkchensymbol für ja |
| 2008 | Amazed                        | Vanessa Hudgens – Identified                    |                             | Grünes Häkchensymbol für ja |
| 2008 | Set It Off                    | Vanessa Hudgens – Identified                    |                             | Grünes Häkchensymbol für ja |
| 2008 | Identified                    | Vanessa Hudgens – Identified                    |                             | Grünes Häkchensymbol für ja |
| 2009 | Watch You Go                  | Jordin Sparks – Battlefield                     | Grünes Häkchensymbol für ja | Grünes Häkchensymbol für ja |
| 2009 | Tell Me What Your Name Is     | Ciara – Fantasy Ride                            | Grünes Häkchensymbol für ja | Grünes Häkchensymbol für ja |
| 2009 | Dollhouse                     | Priscilla Renea – Jukebox                       | Grünes Häkchensymbol für ja | Grünes Häkchensymbol für ja |
| 2009 | Touch Me                      | Flo Rida – R.O.O.T.S.                           | Grünes Häkchensymbol für ja | Grünes Häkchensymbol für ja |
| 2009 | Don’t Trust Me                | 3OH!3 – Want                                    | Grünes Häkchensymbol für ja | Grünes Häkchensymbol für ja |
| 2009 | Rich Man                      | 3OH!3 – Want                                    | Grünes Häkchensymbol für ja | Grünes Häkchensymbol für ja |
| 2009 | So Human                      | Lady Sovereign – Jigsaw                         | Grünes Häkchensymbol für ja | Grünes Häkchensymbol für ja |
| 2009 | Pennies                       | Lady Sovereign – Jigsaw                         | Grünes Häkchensymbol für ja | Grünes Häkchensymbol für ja |
| 2009 | Stupid Love Letter            | Friday Night Boys – Off the Deep End            | Grünes Häkchensymbol für ja | Grünes Häkchensymbol für ja |
| 2010 | Dynamite                      | Taio Cruz – Rokstarr                            | Grünes Häkchensymbol für ja | Grünes Häkchensymbol für ja |
| 2010 | Eenie Meenie                  | Justin Bieber & Sean Kingston – My World 2.0    | Grünes Häkchensymbol für ja | Grünes Häkchensymbol für ja |
| 2010 | Blah Blah Blah                | Ke$ha – Animal                                  | Grünes Häkchensymbol für ja | Grünes Häkchensymbol für ja |
| 2010 | Tik Tok                       | Ke$ha – Animal                                  | Grünes Häkchensymbol für ja | Grünes Häkchensymbol für ja |
| 2010 | Party at a Rich Dude’s House  | Ke$ha – Animal                                  | Grünes Häkchensymbol für ja | Grünes Häkchensymbol für ja |
| 2010 | Dancing with Tears in My Eyes | Ke$ha – Animal                                  | Grünes Häkchensymbol für ja | Grünes Häkchensymbol für ja |
| 2010 | Blind                         | Ke$ha – Animal                                  | Grünes Häkchensymbol für ja | Grünes Häkchensymbol für ja |
| 2010 | Your Love Is My Drug          | Ke$ha – Animal                                  |                             | Grünes Häkchensymbol für ja |
| 2010 | Somebody to Love [Remix]      | Justin Bieber & Usher – Versus                  |                             | Grünes Häkchensymbol für ja |
| 2010 | California Gurls              | Katy Perry – Teenage Dream                      | Grünes Häkchensymbol für ja | Grünes Häkchensymbol für ja |
| 2010 | Teenage Dream                 | Katy Perry – Teenage Dream                      | Grünes Häkchensymbol für ja | Grünes Häkchensymbol für ja |
| 2010 | My First Kiss                 | 3OH!3 – Streets of Gold                         | Grünes Häkchensymbol für ja | Grünes Häkchensymbol für ja |
| 2010 | Streets of Gold               | 3OH!3 – Streets of Gold                         | Grünes Häkchensymbol für ja | Grünes Häkchensymbol für ja |
| 2010 | Double Vision                 | 3OH!3 – Streets of Gold                         |                             | Grünes Häkchensymbol für ja |
| 2010 | Please Don’t Go               | Mike Posner – 31 Minutes to Takeoff             | Grünes Häkchensymbol für ja | Grünes Häkchensymbol für ja |
| 2010 | Cheated                       | Mike Posner – 31 Minutes to Takeoff             | Grünes Häkchensymbol für ja | Grünes Häkchensymbol für ja |
| 2010 | We R Who We R                 | Ke$ha – Cannibal                                | Grünes Häkchensymbol für ja | Grünes Häkchensymbol für ja |
| 2010 | Sleazy                        | Ke$ha – Cannibal                                | Grünes Häkchensymbol für ja | Grünes Häkchensymbol für ja |
| 2010 | Blow                          | Ke$ha – Cannibal                                | Grünes Häkchensymbol für ja | Grünes Häkchensymbol für ja |
| 2010 | Grow a Pear                   | Ke$ha – Cannibal                                | Grünes Häkchensymbol für ja | Grünes Häkchensymbol für ja |
| 2010 | Who Dat Girl                  | Flo Rida – Only One Flo (Part 1)                | Grünes Häkchensymbol für ja | Grünes Häkchensymbol für ja |
| 2011 | Get Over U                    | Neon Hitch – Beg Borrow and Steal               | Grünes Häkchensymbol für ja | Grünes Häkchensymbol für ja |
| 2011 | Bad Dog                       | Neon Hitch – Beg Borrow and Steal               | Grünes Häkchensymbol für ja | }                           |
| 2011 | Silly Girl                    | Neon Hitch – Beg Borrow and Steal               | Grünes Häkchensymbol für ja | Grünes Häkchensymbol für ja |
| 2011 | (Drop Dead) Beautiful         | Britney Spears – Femme Fatale                   | Grünes Häkchensymbol für ja | Grünes Häkchensymbol für ja |
| 2011 | Gasoline                      | Britney Spears – Femme Fatale                   | Grünes Häkchensymbol für ja | Grünes Häkchensymbol für ja |
| 2011 | No Sleep                      | Wiz Khalifa – Rolling Papers                    | Grünes Häkchensymbol für ja | Grünes Häkchensymbol für ja |
| 2011 | Stereo Hearts                 | Gym Class Heroes – The Papercut Chronicles II   | Grünes Häkchensymbol für ja | Grünes Häkchensymbol für ja |
| 2011 | Ass Back Home                 | Gym Class Heroes – The Papercut Chronicles II   | Grünes Häkchensymbol für ja | Grünes Häkchensymbol für ja |
| 2011 | Moves Like Jagger             | Maroon 5 – Hands All Over                       | Grünes Häkchensymbol für ja | Grünes Häkchensymbol für ja |
| 2011 | Come N Go                     | Pitbull – Planet Pit                            | Grünes Häkchensymbol für ja | Grünes Häkchensymbol für ja |
| 2011 | She Doesn’t Mind              | Sean Paul – Tomahawk Technique                  | Grünes Häkchensymbol für ja | Grünes Häkchensymbol für ja |
| 2012 | Fuck U Betta                  | Neon Hitch (Non-album Singles)                  | Grünes Häkchensymbol für ja | Grünes Häkchensymbol für ja |
| 2012 | Gold                          | Neon Hitch (Non-album Singles)                  | Grünes Häkchensymbol für ja | Grünes Häkchensymbol für ja |
| 2012 | Heart Attack                  | Trey Songz – Chapter 5                          | Grünes Häkchensymbol für ja | Grünes Häkchensymbol für ja |
| 2012 | Masquerade                    | Nicki Minaj – Pink Friday: Roman Reloaded       | Grünes Häkchensymbol für ja | Grünes Häkchensymbol für ja |
| 2012 | Payphone                      | Maroon 5 – Overexposed                          | Grünes Häkchensymbol für ja | Grünes Häkchensymbol für ja |
| 2012 | Beautiful Goodbye             | Maroon 5 – Overexposed                          | Grünes Häkchensymbol für ja | Grünes Häkchensymbol für ja |
| 2012 | Work Hard, Play Hard          | Wiz Khalifa – O.N.I.F.C.                        | Grünes Häkchensymbol für ja | Grünes Häkchensymbol für ja |
| 2012 | Naked Love                    | Adam Lambert – Tresspassing                     | Grünes Häkchensymbol für ja | Grünes Häkchensymbol für ja |
| 2012 | Seasons                       | Rome – Dedication EP                            | Grünes Häkchensymbol für ja | Grünes Häkchensymbol für ja |
| 2012 | Oz of Love                    | Rome – Dedication EP                            | Grünes Häkchensymbol für ja | Grünes Häkchensymbol für ja |
| 2012 | Die Young                     | Kesha – Warrior                                 | Grünes Häkchensymbol für ja | Grünes Häkchensymbol für ja |
| 2012 | C’Mon                         | Kesha – Warrior                                 | Grünes Häkchensymbol für ja | Grünes Häkchensymbol für ja |
| 2012 | Thinking of You               | Kesha – Warrior                                 | Grünes Häkchensymbol für ja | Grünes Häkchensymbol für ja |
| 2012 | Crazy Kids                    | Kesha – Warrior                                 | Grünes Häkchensymbol für ja | Grünes Häkchensymbol für ja |
| 2012 | Supernatural                  | Kesha – Warrior                                 | Grünes Häkchensymbol für ja |                             |
| 2012 | Last Goodbye                  | Kesha – Warrior                                 | Grünes Häkchensymbol für ja | Grünes Häkchensymbol für ja |
| 2012 | Diamonds                      | Rihanna – Unapologetic                          | Grünes Häkchensymbol für ja | Grünes Häkchensymbol für ja |
| 2012 | Natalie                       | Bruno Mars – Unorthodox Jukebox                 | Grünes Häkchensymbol für ja | Grünes Häkchensymbol für ja |
| 2013 | If I Lose Myself              | OneRepublic – Native                            | Grünes Häkchensymbol für ja | Grünes Häkchensymbol für ja |
| 2013 | Something I Need              | OneRepublic – Native                            | Grünes Häkchensymbol für ja | Grünes Häkchensymbol für ja |
| 2013 | Fall Down                     | Will.i.am – #willpower                          | Grünes Häkchensymbol für ja | Grünes Häkchensymbol für ja |
| 2013 | Thunder                       | Jessie J – Alive                                | Grünes Häkchensymbol für ja | Grünes Häkchensymbol für ja |
| 2013 | Other Side of Love            | Sean Paul – Full Frequency                      | Grünes Häkchensymbol für ja | Grünes Häkchensymbol für ja |
| 2013 | Shame                         | Keith Urban – Fuse                              | Grünes Häkchensymbol für ja | Grünes Häkchensymbol für ja |
| 2013 | This Moment                   | Katy Perry – Prism                              | Grünes Häkchensymbol für ja | Grünes Häkchensymbol für ja |
| 2013 | It Takes Two                  | Katy Perry – Prism                              | Grünes Häkchensymbol für ja | Grünes Häkchensymbol für ja |
| 2013 | Cannonball                    | Lea Michele – Louder                            | Grünes Häkchensymbol für ja |                             |
| 2013 | Top of the World              | Mike Posner – Pages                             | Grünes Häkchensymbol für ja | Grünes Häkchensymbol für ja |
| 2014 | Maps                          | Maroon 5 – V                                    | Grünes Häkchensymbol für ja | Grünes Häkchensymbol für ja |
| 2017 | Love                          | Lana Del Rey – Lust for Life                    | Grünes Häkchensymbol für ja | Grünes Häkchensymbol für ja |
| 2018 | Eastside                      | Benny Blanco – Friends Keep Secrets             | Grünes Häkchensymbol für ja | Grünes Häkchensymbol für ja |

## Auszeichnungen für Musikverkäufe
| Goldene Schallplatte - Belgien - 2019: für die Single Eastside - Brasilien - 2024: für die Single Roses - Dänemark - 2021: für die Single Roses - Frankreich - 2020: für die Single I Can’t Get Enough - Italien - 2021: für die Single Lonely - Kanada - 2023: für die Single Bad Decisions - Mexiko - 2019: für die Single Eastside - Polen - 2021: für die Single I Can’t Get Enough - 2024: für das Album Friends Keep Secrets - Portugal - 2022: für die Single Roses - Singapur - 2020: für das Album Friends Keep Secrets - Spanien - 2025: für die Single I Can’t Get Enough Platin-Schallplatte - Belgien - 2021: für die Single Lonely - Brasilien - 2024: für die Single I Found You - 2024: für die Single Bad Decisions - Dänemark - 2021: für die Single Lonely - Frankreich - 2022: für die Single Lonely - 2023: für die Single Eastside - Italien - 2019: für die Single Eastside - Kanada - 2019: für die Single Roses - Neuseeland - 2021: für das Album Friends Keep Secrets - 2024: für die Single I Found You - Schweden - 2018: für die Single Eastside - 2022: für die Single Lonely - Spanien - 2024: für die Single Eastside - 2024: für die Single Lonely | 2× Platin-Schallplatte - Australien - 2024: für die Single Lonely - Brasilien - 2024: für die Single I Can’t Get Enough - Kanada - 2021: für die Single Lonely - 2022: für die Single I Can’t Get Enough - Norwegen - 2021: für die Single Lonely - Polen - 2021: für die Single Eastside - 2021: für die Single Lonely - Portugal - 2022: für die Single Lonely 3× Platin-Schallplatte - Dänemark - 2023: für die Single Eastside - Norwegen - 2020: für die Single Eastside - Portugal - 2020: für die Single Eastside - Spanien - 2025: für das Lied Degenere | 4× Platin-Schallplatte - Mexiko - 2022: für die Single Lonely 5× Platin-Schallplatte - Kanada - 2019: für die Single Eastside 8× Platin-Schallplatte - Neuseeland - 2024: für die Single Eastside 17× Platin-Schallplatte - Australien - 2025: für die Single Eastside Diamantene Schallplatte - Brasilien - 2024: für die Single Eastside - 2024: für die Single Lonely |

Anmerkung: Auszeichnungen in Ländern aus den Charttabellen bzw. Chartboxen sind in ebendiesen zu finden.
| Land/RegionAuszeichnungen für Musikverkäufe (Land/Region, Auszeichnungen, Verkäufe, Quellen) | Silber     | Gold       | Platin       | Diamant     | Verkäufe   | Quellen              |
| -------------------------------------------------------------------------------------------- | ---------- | ---------- | ------------ | ----------- | ---------- | -------------------- |
| Australien (ARIA)                                                                            | —          | —          | 19× Platin19 | —           | 1.330.000  | aria.com.au          |
| Belgien (BRMA)                                                                               | —          | Gold1      | Platin1      | —           | 60.000     | ultratop.be          |
| Brasilien (PMB)                                                                              | —          | Gold1      | 4× Platin4   | 2× Diamant2 | 500.000    | pro-musicabr.org.br  |
| Dänemark (IFPI)                                                                              | —          | Gold1      | 4× Platin4   | —           | 405.000    | ifpi.dk              |
| Deutschland (BVMI)                                                                           | —          | Gold1      | Platin1      | —           | 600.000    | musikindustrie.de    |
| Frankreich (SNEP)                                                                            | —          | Gold1      | 2× Platin2   | —           | 500.000    | snepmusique.com FR2  |
| Italien (FIMI)                                                                               | —          | Gold1      | Platin1      | —           | 85.000     | fimi.it              |
| Kanada (MC)                                                                                  | —          | Gold1      | 10× Platin10 | —           | 840.000    | musiccanada.com      |
| Mexiko (AMPROFON)                                                                            | —          | Gold1      | 4× Platin4   | —           | 270.000    | amprofon.com.mx      |
| Neuseeland (RMNZ)                                                                            | —          | —          | 10× Platin10 | —           | 285.000    | radioscope.co.nz NZ2 |
| Norwegen (IFPI)                                                                              | —          | —          | 5× Platin5   | —           | 250.000    | ifpi.no              |
| Polen (ZPAV)                                                                                 | —          | 2× Gold2   | 4× Platin4   | —           | 235.000    | olis.pl              |
| Portugal (AFP)                                                                               | —          | Gold1      | 5× Platin5   | —           | 55.000     | Einzelnachweise      |
| Schweden (IFPI)                                                                              | —          | —          | 2× Platin2   | —           | 160.000    | sverigetopplistan.se |
| Singapur (RIAS)                                                                              | —          | Gold1      | —            | —           | 5.000      | rias.org.sg          |
| Spanien (Promusicae)                                                                         | —          | Gold1      | 5× Platin5   | —           | 330.000    | elportaldemusica.es  |
| Vereinigte Staaten (RIAA)                                                                    | —          | 2× Gold2   | 14× Platin14 | —           | 15.000.000 | riaa.com             |
| Vereinigtes Königreich (BPI)                                                                 | 4× Silber4 | Gold1      | 4× Platin4   | —           | 3.460.000  | bpi.co.uk            |
| Insgesamt                                                                                    | 4× Silber4 | 16× Gold16 | 95× Platin95 | 2× Diamant2 |            |                      |